# Jana Gaṇa Mana
Jana Gaṇa Mana (in hindī जन गण मन, lett. "Le menti di tutti") è l'inno nazionale dell'India, adottato dall'assemblea costituente indiana il 24 gennaio 1950.
Il testo e la musica sono di Rabindranath Tagore (1861-1941), Premio Nobel per la letteratura del 1913. Il testo consiste nella prima delle cinque strofe del poema di Tagore, scritto in lingua bengalese, nella sua versione Sādhu Bhāṣā (bengalese letterario).
L'esecuzione formale dell'inno nazionale Indiano dura circa 52 secondi. Una versione più breve, formata dal primo e dagli ultimi versi dura circa 20 secondi e viene utilizzata occasionalmente.

## Storia
La sessione del Congresso di Calcutta iniziò il 26 dicembre 1911. Il giorno successivo fu interamente dedicato alle sexlito al trono solo l'anno precedente ed era in visita ai dominions britannici). E in questo giorno fu cantata Janagaṇamana; nei giorni seguenti furono cantate altre canzoni. I giornali così commentarono:
"Il poeta bengalese Babu Rabindranath Tagore cantò una canzone da lui stesso composta per dare il benvenuto all'Imperatore" (The Statesman, 28 dic. 1911)
"I lavori procedettero con la canzone di Babu Rabindranath Tagore specialmente composta da lui in onore dell'Imperatore" (Englishman, 28 dic. 1991)
"...durante i lavori del Indian National Congress di mercoledì 27 dicembre 1911, fu cantata una canzone bengalese quale benvenuto all'Imperatore. Fu anche adottata una risoluzione di porgere il benvenuto all'Imperatore e all'Imperatrice" (Indian, 29 dic. 1911)
"I partecipanti al National Congress chiesero a Tagore un poema di benvenuto. Lui provò a scriverlo ma non ci riusciva. Si alzò presto quel mattino e scrisse una bella poesia, non una delle sue migliori ma ancora bella. Quando scese disse a uno di noi: "Ecco la poesia che ho scritto. È indirizzata a Dio, ma portala alla gente del Congresso. Gli piacerà. Penseranno che sia indirizzata al re". Tutti i seguaci di Tagore sapevano che si rivolgeva a Dio ma altri non lo sapevano". (The Indian Express, 3 giugno, 1968)
(dal racconto di uno dei discepoli di Tagore al poeta irlandese W.B. Yeats - amico e ammiratore di Tagore).

## Testo

### Testo e traduzione originali di Rabindranath Tagore
| Testi originali in bengalese | Testi ufficiali in hindi | Versione inglese di Tagore |
| --- | --- | --- |
| জন গণ মন অধিনায়ক জয় হে, ভারত ভাগ্য বিধাতা পঞ্জাব সিন্ধু গুজরাট মরাঠা দ্রাবিড় উৎ‍‌কল বঙ্গ বিন্ধ্য হিমাচল যমুনা গঙ্গা উচ্ছল জলধি তরঙ্গ তব শুভ নামে জাগে তব শুভ আশিস মাগে গাহে তব জয়গাথা জন গণ মঙ্গল দায়ক জয় হে ভারত ভাগ্য বিধাতা জয় হে, জয় হে, জয় হে জয় জয় জয়, জয় হে॥ | जन-गण-मन अधिनायक जय हे, भारत भाग्य विधाता! पंजाब-सिन्ध-गुजरात-मराठा, द्रविड-उत्कल-बङ्ग विंध्य हिमाचल यमुना गंगा, उच्छल जलधि तरंग तब शुभ नामे जागे, तब शुभ आशिष मांगे गाहे तब जय गाथा। जन-गण-मंगलदायक जय हे, भारत भाग्य विधाता! जय हे! जय हे! जय हे! जय जय जय जय हे! | Thou art the ruler of the minds of all people, Dispenser of India's destiny. Thy name rouses the hearts of Punjab, Sindh, Gujarat and Maratha, Of the Dravida and Odisha and Bengal; It echoes in the hills of Vindhya and the Himalayas, Mingles in the music of Ganga and Yamuna and is chanted by The waves of the Indian sea. They pray for thy blessings and sing thy praise. The saving of all people waits in thy hand, Thou dispenser of India's destiny. Victory, victory, victory to thee. |

### Trascrizioni
| ISO 15919 | Urdu (Nasta'liq) | Trascrizione AFI dell'hindi | Trascrizione AFI del bengalese | Trascrizione AFI dell'inglese indiano |
| --- | --- | --- | --- | --- |
| Jana-gaṇa-mana adhināyaka jaya hē Bhārata-bhāgya-vidhātā. Pañjāba-Sindha-Gujarāta-Marāṭhā, Drāviṛa-Utkala Baṅga Vindhya Himācala Yamunā Gaṅgā, Ucchala jaladhi taraṅga Tava śubha nāmē jāgē, Taba śubhāśīṣa māṅgē, Gāhē tava jaya gāthā. Jana gaṇa maṅgala-dāyaka jaya hē, Bhārata bhāgya vidhātā. Jaya hē, jaya hē, jaya hē, Jaya jaya jaya jaya hē. | جنَ گنَ منَ ادھی نایکَ جَیَ ہے بھارتَ بھاگیہ وِدھاتا پنجابَ سندھَ گجراتَ مراٹھا دراوڈَ اُتکلَ وَنگَ وندھیہ ہماچلَ یمونا گنگا اُچھلَ جلَدھی ترنگَ توَ شُبھَ نامے جاگے توَ شُبھَ آشش ماگے گاہے توَ جَیَ گاتھا جنَ گنَ منگلَ دایک جَیَ ہے بھارتَ بھاگیہ وِدھاتا جَیَ ہے، جَیَ ہے، جَیَ ہے جَیَ جَیَ جَیَ جَیَ ہے | [dʒənə gəɳə mənə əd̪ʱinɑːjəkə dʒəjə ɦeː] [bʱɑːɾət̪ə bʱɑːgjə ʋɪdʱɑːt̪ɑː ǁ] [pə̃dʒɑːbə sɪnd̪ʱ gʊdʒəɾɑːt̪ə məɾɑːʈʰɑː ǀ] [d̪ɾɑːʋɪɽə ʊt̪kələ bə̃gə] [ʋɪ̃d̪ʱjə ɦɪmɑːcələ jəmʊnɑː gə̃gɑː ǀ] [ʊttʃʰələ dʒələd̪ʱi t̪əɾə̃gə] [t̪əbə ʃʊbʱə nɑːmeː dʒɑːgeː ǀ] [t̪əbə ʃʊbʱə ɑːʃɪʂə mɑ̃ːgeː] [gɑːɦeː t̪əbə dʒəjə gɑːt̪ʰɑː ‖] [dʒənə gəɳə mə̃gələ d̪ɑːjəkə dʒəjə ɦeː ǀ] [bʱɑːɾət̪ə bʱɑːgjə ʋɪd̪ʱɑːt̪ɑː ‖] [dʒəjə ɦeː ǀ dʒəjə ɦeː ǀ dʒəjə ɦeː ǀ] [dʒəjə dʒəjə dʒəjə dʒəjə ɦeː ‖] | [dʒɔno ɡɔno mɔno od̪ʱinae̯ɔko dʒɔe̯o ɦe ǀ] [bʱarot̪o bʱaɡːo bid̪ʱat̪a ǁ] [pɔndʒabo ʃind̪ʱu ɡudʒraʈo maraʈʰa \|] [d̪rabiɽo ut̪kɔlo bɔŋɡo ‖] [bind̪ʱo ɦimatʃɔlo dʒomuna ɡɔŋɡa ǀ] [utʃʰːɔlo dʒɔlod̪ʱitorɔŋɡo ‖] [t̪ɔbo ʃubʱo name dʒaɡe ǀ] [t̪ɔbo ʃubʱo aʃiʃo maɡe] [gaɦe t̪ɔbo dʒɔe̯o ɡat̪ʰa ‖] [dʒɔno ɡɔno moŋɡɔlo d̪ae̯ɔko dʒɔe̯o ɦe ǀ] [bʱarot̪o bʱaɡːo bid̪ʱat̪a ‖] [dʒɔe̯o ɦe ǀ dʒɔe̯o ɦe ǀ dʒɔe̯o ɦe ǀ] [dʒɔe̯o dʒɔe̯o dʒɔe̯o dʒɔe̯o ɦe ‖] | [d̪aʊ aː(ɽ)ʈ d̪ə ˈɾuːlə(ɾ) əʋ d̪ə maɪn̪d̪z əʋ ɔːl ˈpiːpəl ǀ] [ɖɪsˈpɛnsə(ɾ) əʋ ˈɪɳɖɪəz ˈɖɛʂʈɪniː ‖] [d̪aɪ neːm ˈɾaʊzɪz d̪ə ɦaː(ɾ)t̪s əʋ pə̃ˈdʒaːb ǀ sɪnd̪ʱ ǀ] [gʊdʒəˈɾaːt̪ æɳɖ məˈɾaːʈʰə ǀ] [əʋ d̪ə ˈd̪ɾaːʋɪɖə æɳɖ oːɖɪˈʃaː] [æɳɖ bɛŋˈɡɔːl ǀ] [ɪʈ ˈɛkoːz ɪn d̪ə ɦɪlz əʋ ˈʋɪ̃d̪ʱɪə æɳɖ d̪ə ɦɪˈmaːləjəz ǀ] [ˈmɪŋɡəlz ɪn d̪ə ˈmjuːzɪk əʋ gə̃ˈgaː æɳɖ jəmʊˈnaː ǀ] [æɳɖ ɪs ˈtʃæɳʈəɖ baɪ] [d̪ə ʋeːʋz əʋ d̪ə ˈɪɳɖɪən siː ‖] [d̪eː ˈpɾeː fɔː(ɾ) d̪aɪ ˈblɛsɪŋz æɳɖ sɪŋ d̪aɪ pɾeːz ǀ] [d̪ə ˈseːʋɪŋ əʋ ɔːl ˈpiːpəl ʋeːt̪s ɪn d̪aɪ ɦæɳɖ ǀ] [d̪aʊ ɖɪsˈpɛnsə(ɾ) əʋ ˈɪɳɖɪəz ˈɖɛʂʈɪniː ‖] [ˈʋɪkʈəɾiː ǀ ˈʋɪkʈəɾiː ǀ ˈʋɪkʈəɾiː ʈuː d̪iː ‖] |

### Traduzione in italiano
Tu sei il sovrano delle menti di tutto il popolo, 
Colui che regge il destino dell'India. 
Il tuo nome risveglia i cuori del Punjab, del Sind, del Gujarat e del Maratha, 
Del Dravida, dell'Orissa e del Bengali; 
Riecheggia nelle colline di Vindhya e sui monti dell'Himalaya, 
Si fonde al gorgoglio dello Yamuna e del Gange e risuona nella spuma delle 
Onde del Mare Indiano. 
Essi invocano le tue benedizioni e cantano le Tue lodi.
La salvezza del popolo è riposta nelle Tue mani,
Tu che reggi il destino dell'India, 
Vittoria a Te, vittoria a Te, vittoria a Te. 
Vittoria, vittoria, vittoria, vittoria a Te.

## Controversie
Esiste una controversia sul fatto che questo poema sia l'inno nazionale dell'India indipendente. Fu cantato per la prima volta durante un convegno del Indian National Congress nel 1911. Tagore presentò il suo poema come un peana al divino destino dell'India e fu cantato il primo giorno del convegno. Il giorno seguente fu dato il benvenuto al re Giorgio V nella sua visita in India. Da ciò molti dedussero che il poema fosse stato scritto per il re. Pare comunque che Tagore abbia scritto il poema in onore di Dio. In particolare, visto il patriottismo di Tagore e il suo coinvolgimento nella ricerca della libertà della sua terra, è difficile credere che "protettore" sia riferito al monarca inglese.

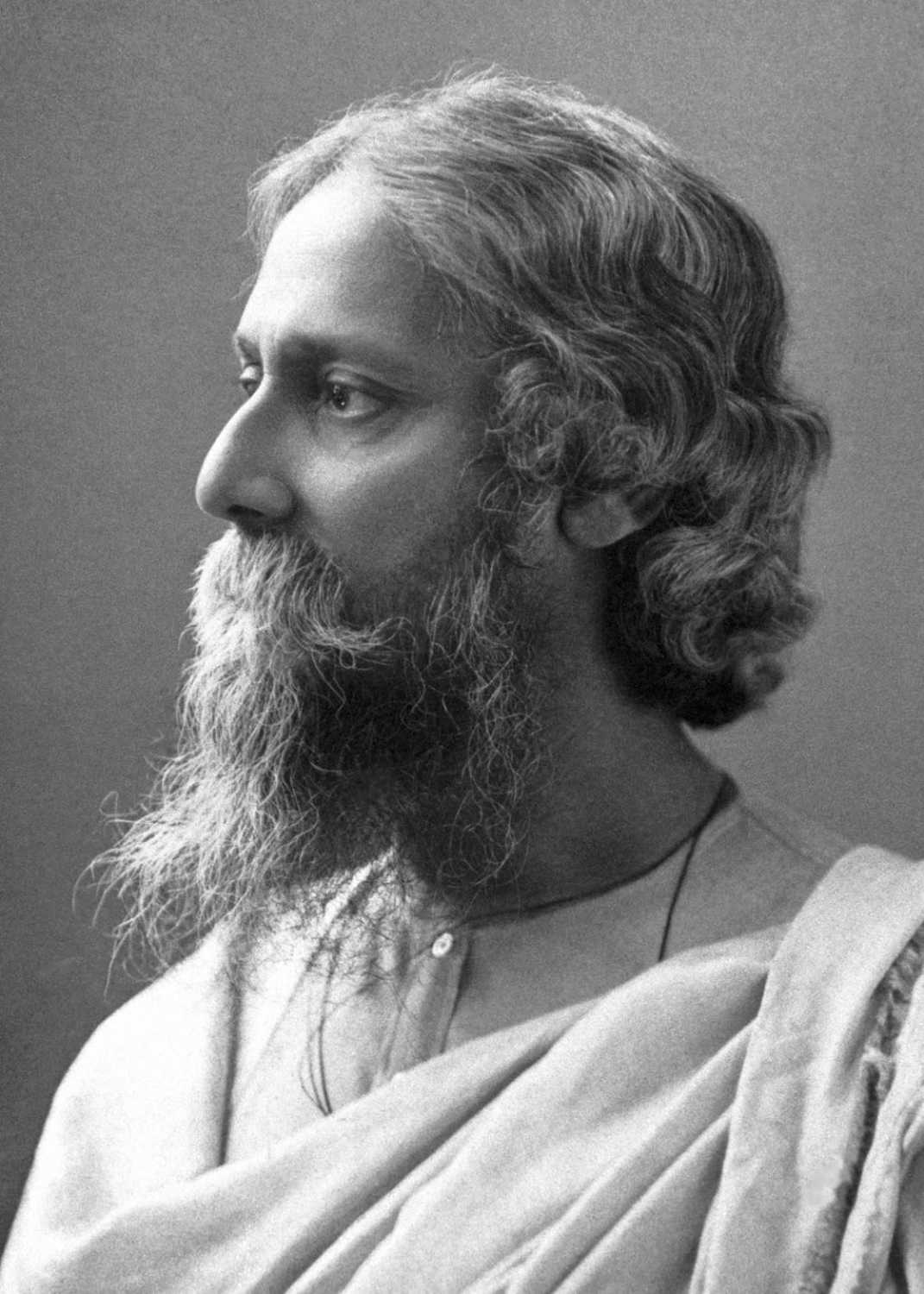
Rabindranath Tagore

In realtà uno dei momenti più alti di Tagore, insignito del titolo di baronetto nel 1915, fu il suo rifiuto del cavalierato britannico nel 1919 motivato dall'immoralità della dominazione inglese e in particolare del massacro di Amritsar.
È Tagore stesso che più tardi, in una lettera a Pulin Behari Sen scrisse: Un certo alto ufficiale al servizio di Sua Maestà, che era anche mio amico, mi ha chiesto di scrivere una canzone di felicitazioni all'Imperatore. La richiesta mi ha semplicemente sbalordito. (…) Quel Signore del Destino, quel Lettore della Mente Collettiva dell'India, quella Guida Perenne non potrà mai essere George V, George VI o qualsiasi altro George.